# Kanice (okres Brno-venkov)
Kanice (německy Kanitz) jsou obec v okrese Brno-venkov v Jihomoravském kraji. Leží v Drahanské vrchovině, na hranici chráněné krajinné oblasti Moravský kras. Žije zde přibližně 1 100 obyvatel.
Katastrální území Kanic má velmi nepravidelný tvar; samotná obec leží v jeho severovýchodním cípu a jihozápadně od ní je protažen dlouhým výběžkem do území města Brna mezi čtvrtěmi Obřany a Líšeň. Toto území je téměř celé zalesněné a nachází se zde mj. areál Archivu bezpečnostních složek (dostupný ze silnice Líšeň–Ochoz, lokalita Kaničky), Hádecká planinka, lokalita Šumbera s pomníkem a vrch Hády s vysílačem.

## Historie
První písemná zmínka o obci pochází z roku 1365, kdy osada Kanice náležela k panství Nového hradu, jenž vlastnil Čeněk Krušina z Lichtenburku. Tou dobou zde byla hájovna a několik domů pro sedláky, uhlíře, dřevaře a paliče vápna. Po dobytí a vypálení hradu švédskými vojsky v 17. století byla správa a řízení osady převedena do Pozořic. V 18. století byla osada Kanice spojena v jednu správní obec s osadou Řícmanice se společnou pečetí.
Od roku 1867 se Kanice staly samostatnou obcí a prvním starostou byl zvolen Jan Ševčík. Obec utrpěla požárem v letech 1885 a 1888, cholerou pak v letech 1831, 1855 a 1866.
Až do 60. let 20. století byl součástí katastru Kanic i areál hotelu Velká Klajdovka s přilehlou hájenkou, který nyní náleží k brněnské městské části Brno-Vinohrady, katastrální území Židenice.

## Obyvatelstvo
Na počátku 17. století měla obec 8 domů, po třicetileté válce byly 3 z nich pusté. V roce 1790 měla obec 35 domů a 200 obyvatel, roku 1834 37 domů a 235 obyvatel.
| Rok            | 1869 | 1880 | 1890 | 1900 | 1910 | 1921 | 1930 | 1950 | 1961 | 1970 | 1980 | 1991 | 2001 | 2011 | 2021  |
| -------------- | ---- | ---- | ---- | ---- | ---- | ---- | ---- | ---- | ---- | ---- | ---- | ---- | ---- | ---- | ----- |
| Počet obyvatel | 354  | 374  | 453  | 422  | 471  | 437  | 567  | 493  | 541  | 507  | 516  | 446  | 486  | 811  | 1 099 |
| Počet domů     | 50   | 59   | 64   | 70   | 88   | 84   | 111  | 147  | 129  | 127  | 133  | 158  | 170  | 285  | 337   |

## Pamětihodnosti
- zřícenina hradu Obřany
- Hamerský mlýn

## Galerie

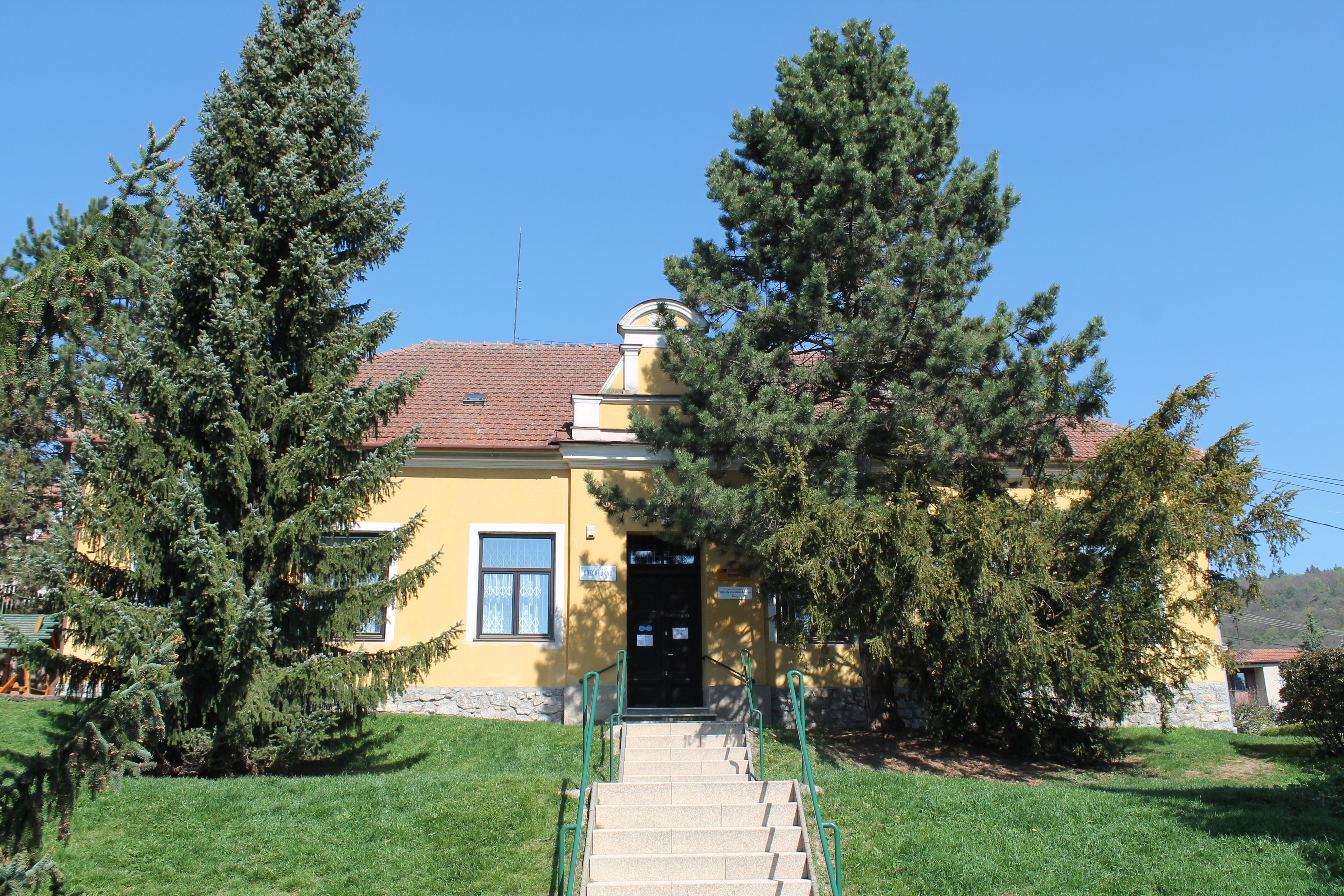
Obecní úřad
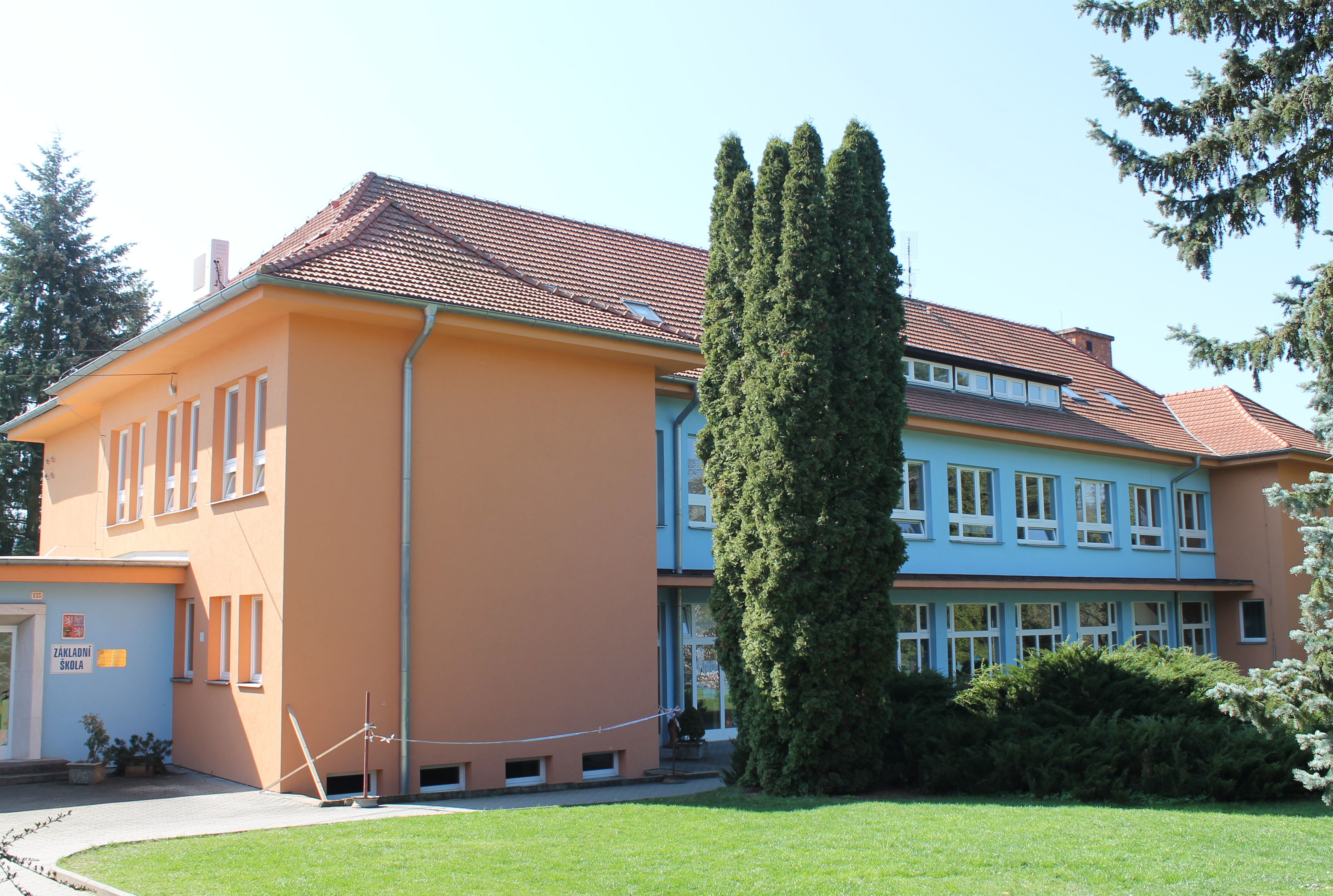
Základní škola
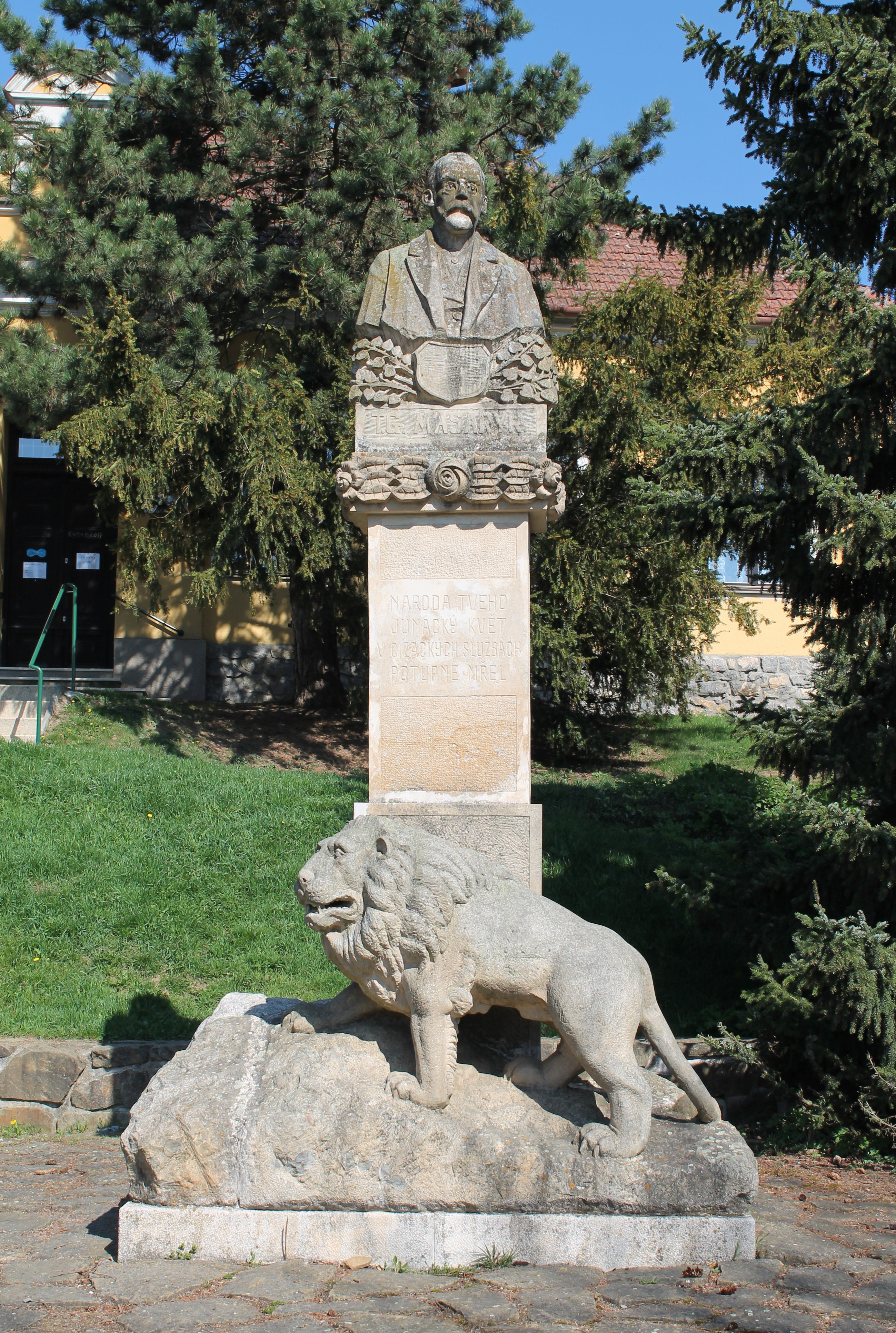
Pomník T. G. Masaryka
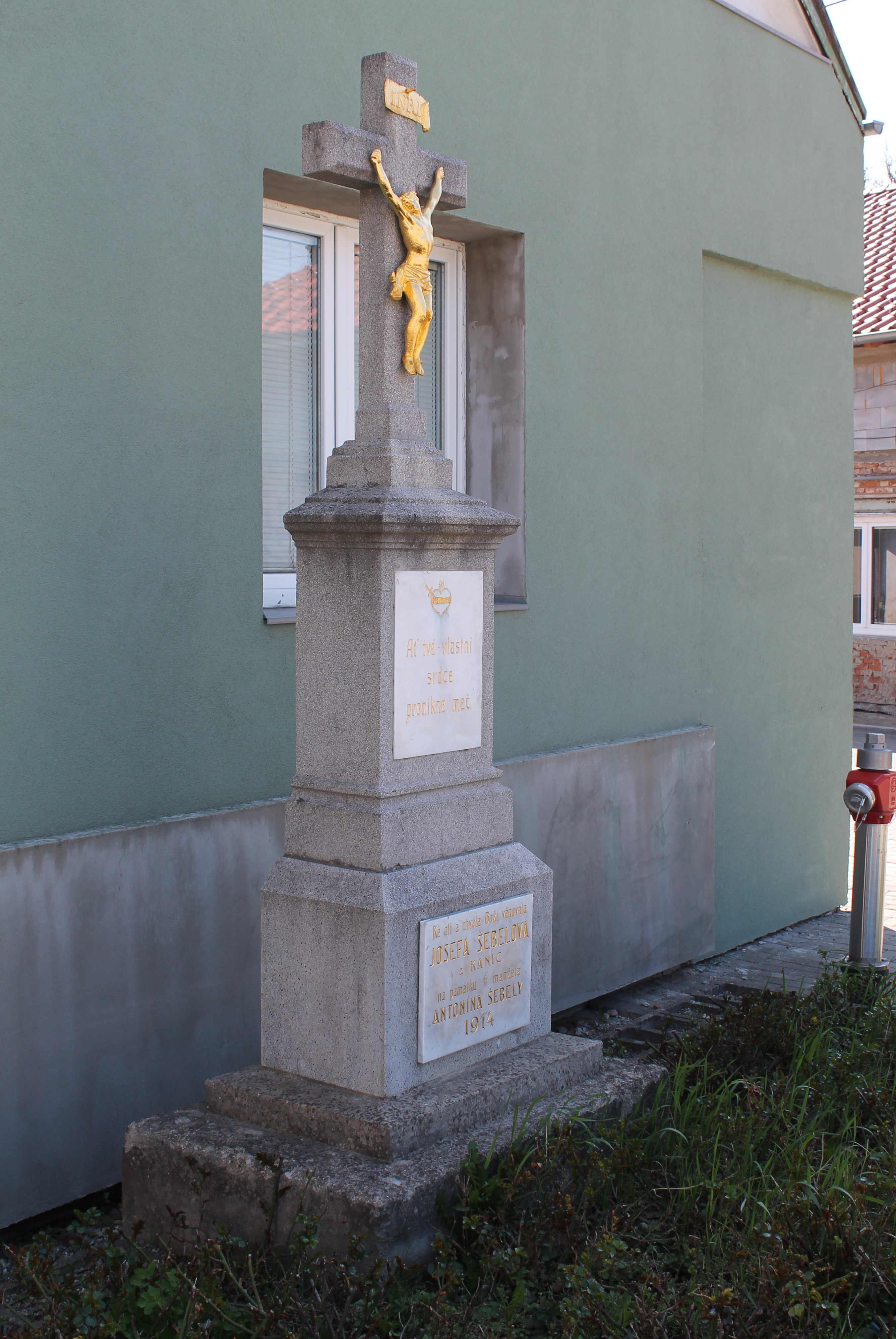
Kříž na návsi
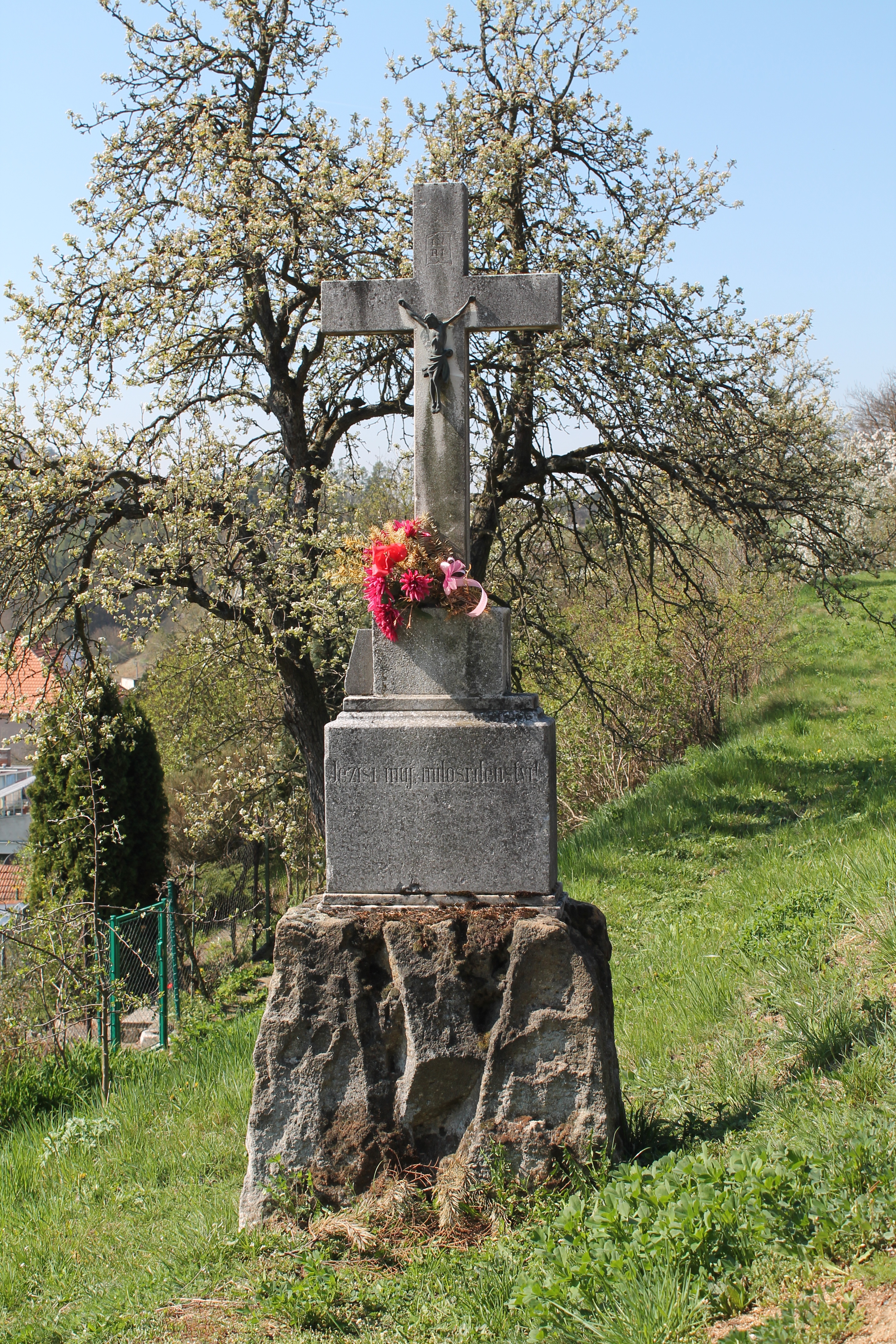
Kříž u silnice
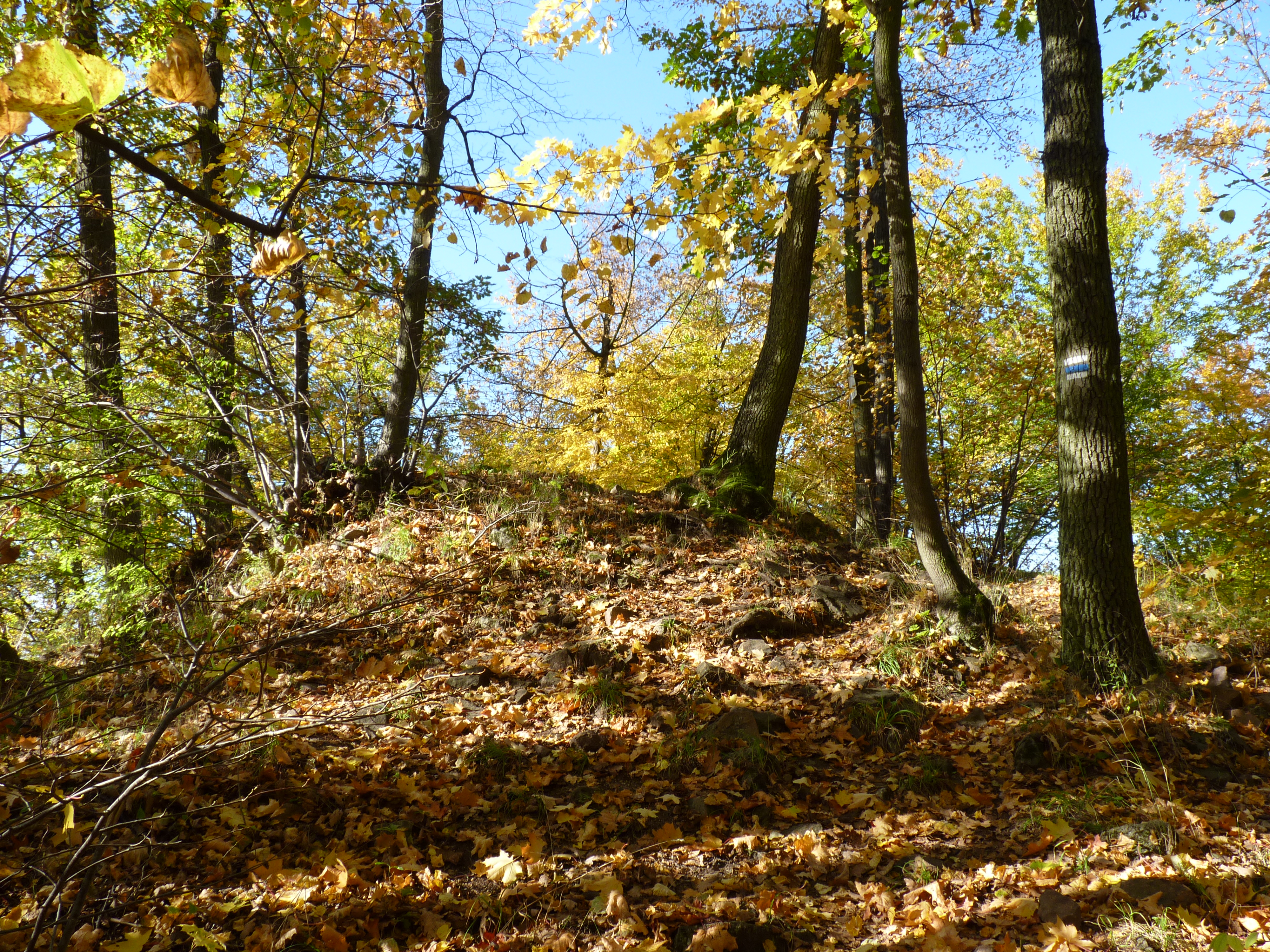
Zřícenina hradu Obřany
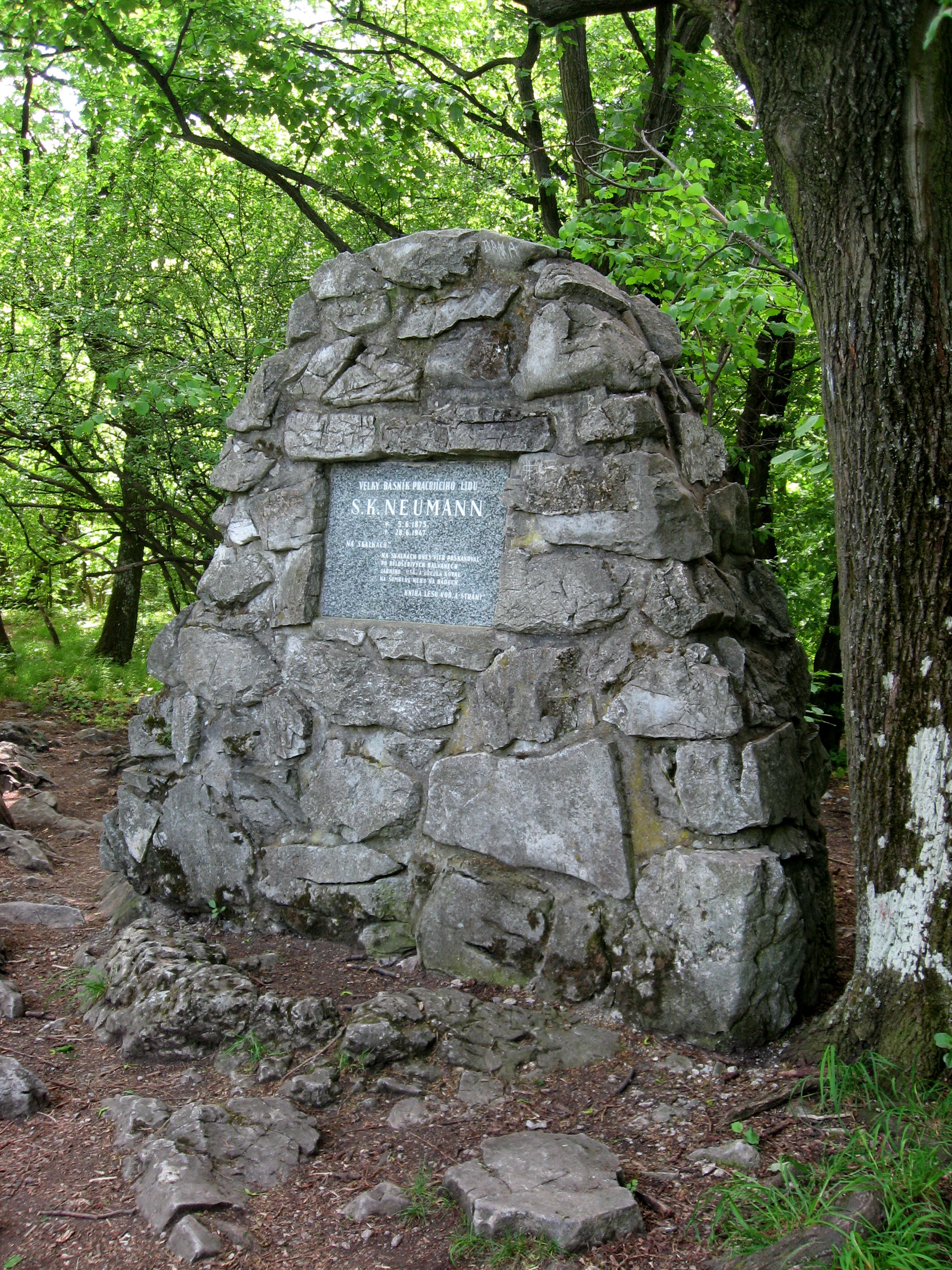
Pomník S. K. Neumanna